# Comitato popolare provvisorio della Corea del Nord
Il Comitato popolare provvisorio della Corea del Nord fu l'autorità centrale che servi come un governo provvisorio de facto della Corea settentrionale.
Il comitato fu istituito l'8 febbraio del 1946 in risposta alla necessità dell'Amministrazione civile sovietica e dei comunisti coreani di centralizzare il potere nell'area settentrionale della Corea, divisa all'epoca in due comitati provinciali. Vista come la più alta istituzione di potere nella Corea settentrionale, portò avanti una serie di riforme territoriali e nazionalizzò le industrie strategiche.
Il 21 febbraio 1947, fu seguito dal Comitato popolare della Corea del Nord, che divenne un governo provvisorio nel periodo di transizione verso l'attuale Corea del Nord.

## Storia
Con la resa dell'Impero giapponese nell'agosto del 1945, in tutta la Corea cominciarono a nascere dei comitati popolari, la cui amministrazione fu riconosciuta dalle forze sovietiche in Corea del Nord. Intanto, le autorità occupanti iniziarono ad organizzare l'Amministrazione civile sovietica, fondata ufficialmente il 3 ottobre 1945.
Un primo tentativo da parte dei sovietici di creare un governo centralizzato nella Corea settentrionale fu il Comitato amministrativo delle cinque provincie: fondato l'8 ottobre del 1945, venne guidato dal nazionalista nonché presidente del Comitato popolare di Pyongyan del sud Cho Man-sik, una delle figure più importanti nella Corea settentrionale e uno dei candidati leader scelti dall'URSS per la futura Corea del Nord. Il comitato era un'istituzione indipendente temporanea creata dai rappresentanti dei cinque comitati provinciali nella Corea settentrionale, che consisteva in un'alleanza tra comunisti e nazionalisti. Il Comitato amministrativo fu sciolto con l'arresto di Cho Man-sik da parte dei sovietici, a causa delle differenze ideologiche e dell'opposizione da parte di Cho nei confronti della proposta avanzata dalla quinta conferenza di Mosca del 1945.
L'8 e il 9 febbraio del 1946, un incontro tra partiti politici, organizzazioni sociali, comitati popolari e uffici amministrativi nella Corea settentrionale istituirono il Comitato popolare provvisorio della Corea del Nord. Questo nuovo comitato a trazione comunista fu guidato dal suo presidente Kim Il-sung, un comunista designato dai sovietici come il futuro leader nordcoreano. Il comitato divenne effettivamente un governo provvisorio de facto che portò avanti delle riforme come quella delle terre e la nazionalizzazione delle industrie strategiche, seguendo i 20 punti stabiliti da Kim Il-sung nel marzo del 1946. L'amministrazione civile sovietica continuò a funzionare assieme al Comitato ma assunse un ruolo consultivo.
Il Comitato provvisorio organizzò le elezioni locali del 1946, in preparazione a quelle del 1947 per l'Assemblea popolare della Corea del Nord, che organizzò il Comitato del popolo il 21 febbraio del 1947 come successivo governo provvisorio nella Corea settentrionale.

## Organizzazione
Il Comitato provvisorio fu organizzato attraverso un incontro con 137 rappresentanti avvenuto l'8 e il 9 febbraio del 1946. Tra i partecipanti vi furono il Partito Comunista di Corea, il Partito Democratico di Corea, l'Alleanza indipendente, la Federazione generale dei sindacati del lavoro, la Federazione generale dei sindacati contadini, la Lega delle donne, la Lega della gioventù democratica, una rappresentanza minoritaria delle associazioni religiose, l'Associazione culturale coreana-sovietica, 11 direttori di uffici amministrativi e rappresentati dai comitati popolari.
Kim Il-sung fece un rapporto sulla situazione politica della Corea del Nord e un documento sulla creazione di un comitato provvisorio del popolo nel primo giorno dell'incontro, ovvero l'8 febbraio. Il giorno successivo avvenne l'elezione dei 23 membri del Comitato con Kim Il-sung come presidente, Kim Tu-bong come vice e Kang Ryang-uk come segretario generale.
| Nome            | Affiliazione                                      |
| --------------- | ------------------------------------------------- |
| Kim Il-sung     | Partito Comunista                                 |
| Kim Tu-bong     | Alleanza per l'indipendenza                       |
| Mu Chong        | Partito Comunista                                 |
| Kang Ryang-uk   | Partito Democratico                               |
| Choe Yong-gon   | Partito Democratico                               |
| Ri Mun-hwan     | Indipendente                                      |
| Han Hui-jin     | Indipendente                                      |
| Ri Sun-gun      | Partito Comunista                                 |
| Ri Pong-su      | Partito Comunista                                 |
| Han Tong-chan   | Indipendente                                      |
| Jang Jong-sik   | Partito Comunista                                 |
| Yun Ki-yong     | Partito Democratico                               |
| Choe Yong-dal   | Partito Comunista                                 |
| Kim Tok-yong    |                                                   |
| Pang U-yong     | Alleanza per l'indipendenza                       |
| Hong Ki-ju      | Partito Democratico                               |
| Hyon Chan-hyong | Federazione generale dei sindacati dei lavoratori |
| Ri Ki-yong      | Associazione culturale coreana-sovietica          |
| Kang Jin-gon    | Federazione generale dei sindacati contadini      |
| Pak Jong-ae     | Lega delle donne democratiche                     |
| Hong Ki-hwang   | Partito Democratico                               |
| Kang Yong-gun   | Unione dei lavoratori                             |
| Pang Su-yong    | Lega della gioventù democratica                   |

Il Comitato provvisorio fu formato anche da dieci dipartimenti e tre uffici aumentati a quattro.
| Posizione                                     | Nome          | Partito politico            |
| --------------------------------------------- | ------------- | --------------------------- |
| Presidente                                    | Kim Il-sung   | Partito Comunista           |
| Vice presidente                               | Kim Tu-bong   | Alleanza per l'indipendenza |
| Segretario generale                           | Kang Ryang-uk | Partito Democratico         |
| Dipartimento dell'industria                   | Ri Mun-hwan   | Indipendente                |
| Dipartimento dei trasporti                    | Han Hui-jin   | Indipendente                |
| Dipartimento dell'agricoltura e delle foreste | Ri Sun-gun    | Partito Comunista           |
| Dipartimento dei commerci                     | Han Tong-chan | Indipendente                |
| Dipartimento dei servizi postali              | Jo Yong-yol   | Partito Comunista           |
| Dipartimento delle finanze                    | Ri Pong-su    | Partito Comunista           |
| Dipartimento dell'istruzione                  | Jang Jong-sik | Partito Comunista           |
| Dipartimento della salute                     | Yun Ki-yong   | Partito Democratico         |
| Dipartimento della giustizia                  | Choe Yong-dal | Partito Comunista           |
| Dipartimento della sicurezza                  | Choe Yong-gon | Partito Democratico         |
| Ufficio della pianificazione                  | Jong Jin-tae  | Partito Comunista           |
| Ufficio della propaganda                      | O Ki-sop      | Partito Comunista           |
| Ufficio degli affari generali                 | Ri Ju-yon     | Partito Comunista           |

Han Hui-jin venne in seguito sostituito come capo del dipartimento dei trasporto da Ho Nam-hui, e Han Tong-chan fu sostituito come capo del dipartimento del commercio da Jang Si-u. O Ki-sop divenne in seguito il capo del dipartimento del lavoro in seguito alla sua creazione nel settembre del 1946, con Ri Chong-won come nuovo capo dell'ufficio per la propaganda.

## Riforme
Il 23 marzo 1946, Kim Il-sung pubblicò la piattaforma dei 20 punti, che divenne la base delle riforme implementate nella Corea settentrionale.
1. Attuare un'epurazione completa di tutti i rimanenti dell'ex governo imperialista giapponese nella vita politica ed economica della Corea
2. Avviare una lotta senza pietà contro gli elementi reazionari e antidemocratici all'interno del Paese, e proibire assolutamente le attività di partiti, gruppi e singoli individui fascisti e antidemocratici.
3. Garantire le libertà di parola, stampa, assemblea e fede a tutto il popolo. Garantire le condizioni per le libere attività dei partiti politici, associazioni operaie e contadine, e altre organizzazioni sociali di stampo democratico.
4. Fare in modo che tutto il popolo coreano abbia il diritto e il dovere di organizzare comitati popolari, le istituzioni amministrative unificate locali, attraverso elezioni basate sul voto universale, diretto ed equo.
5. Garantire diritti uguali a tutti i cittadini senza distinzione di sesso, fede e possesso di proprietà.
6. Insistere sull'inviolabilità della residenza e della persona, e la garanzia legale della proprietà e dei possessi personali dei cittadini.
7. Abolire tutte le istituzioni legali e giudiziarie usate durante il periodo dell'ex regime imperialista giapponese e quelle influenzate da esso, ed eleggere le istituzioni giudiziarie popolari secondo principi democratici e garantire diritti equi secondo la legge per tutti i cittadini.
8. Sviluppare industrie, fattorie, trasporti e commerci per aumentare il benessere del popolo.
9. Nazionalizzare le grandi imprese, istituzioni dei trasporti, banche, miniere e foreste.
10. Permette ed incoraggiare la libertà nell'artigianato e nel commercio privato.
11. Confiscare le terre delle persone giapponesi, cittadini giapponesi, traditori e feudatari che praticano l'agricoltura feudale ed eliminare il sistema feudale, e rendere tutte le terre confiscate in proprietà di contadini a titolo gratuito. Lo Stato deve gestire gratuitamente tutte le strutture per l'irrigazione.
12. Lottare contro gli speculatori e gli usurai emanando dei prezzi di mercato per le necessità quotidiane.
13. Attuare un sistema di tassazione singolo e giusto, ed implementare un sistema di tassazione a reddito progressivo.
14. Implementare un sistema lavorativo di 8 ore per gli operai e gli impiegati d'ufficio, e regolare i salari minimi. Proibire il lavoro per i maschi al di sotto dei 13 anni, e implementare un sistema lavorativo di 6 ore per i maschi di età compresa tra i 13 e i 16 anni.
15. Implementare l'assicurazione sulla vita per gli operai e gli impiegati d'ufficio, e implementare un sistema di assicurazione per lavoratori e imprese.
16. Implementare un sistema educativo universale e obbligatorio, ed espandere estensivamente le scuole primarie, medie, superiori e le università sotto la gestione statale. Riformare il sistema dell'istruzione del popolo secondo il sistema democratico dello Stato.
17. Sviluppare attivamente la cultura, le scienze e le arti nazionali, ed espandere il numero di teatri, biblioteche, stazioni radio e cinema.
18. Installare estensivamente delle scuole speciali per coltivare il talento richiesto in tutti i settori delle istituzioni statali e dell'economia del popolo.
19. Incoraggiare le persone e le imprese attive nell'arte e nella scienza, e fornire loro degli aiuti.
20. Aumentare il numero di ospedali statali, eradicare le malattie infettive, e curare gratuitamente le persone povere.[4]

L'8 marzo del 1946 venne implementata la riforma della terra e furono confiscati i latifondi delle organizzazioni e dei cittadini giapponesi, collaboratori coreani, proprietari terrieri e organizzazioni religiose. Le terre confiscate furono poi redistribuite a 420 000 famiglie, per un totale del 52% del territorio nordcoreano e dell'82% di proprietà terriere.
Il 24 giugno dello stesso anno, fu imposta la giornata lavorativa di 8 ore, ridotta a 7 per gli operai attivi in mansioni pericolose. Il lavoro fu proibito per i minori di 14 anni e venne implementato lo stipendio equo e l'assicurazione sociale.
Il 22 luglio fu approvata una legge sull'uguaglianza dei sessi e il 10 agosto furono nazionalizzate 1 034 industrie maggiori, ovvero il 90% dell'industria totale nordcoreana.
Il 27 dicembre 1946, fu deciso che i contadini della Corea del Nord avrebbero dovuto consegnare allo Stato il 25% dei loro raccolti come tassa agricola.